# Wiesejaggl
De Wiesejaggl is een 3127 meter hoge berg in de Ötztaler Alpen op de grens tussen het Oostenrijkse Tirol en het Italiaanse Zuid-Tirol.
De berg ligt in de Weißkam, ten noordwesten van de Weißseeferner en ten noorden van de Hintere Karlesspitze, aan het einde van het Kaunertal. De top van de berg is te bereiken met de dubbele stoeltjeslift Wiesejaggl vanaf een dalstation op ongeveer 2750 meter hoogte.